# Reynerie (métro de Toulouse)
Pour les articles homonymes, voir La Reynerie.
Reynerie est une station de la ligne A du Métro de Toulouse. Elle est située place André-Abbal, dans le quartier de La Reynerie, à proximité directe du lac de Reynerie, au sud-ouest de la ville de Toulouse.
La station est ouverte en 1993, en tant que station de la première section de la  ligne A.

## Situation sur le réseau

Plan du métro de Toulouse

Établie en souterrain, la station Reynerie est établie sur la ligne A du métro de Toulouse. Elle est située entre la station Bellefontaine, en direction de la station terminus sud-ouest Basso-Cambo, et la station Mirail - Université, en direction de station terminus nord-est Balma – Gramont.

## Histoire
La station Reynerie est mise en service le 26 juin 1993, lors de l'ouverture à l'exploitation de la première section, longue de 10 kilomètres entre ses terminus Basso-Cambo et Jolimont, de la ligne A du métro de Toulouse. Elle dispose d'une longueur opérationnelle des quais 26 m, pour une desserte par des rames composées de deux voitures. Néanmoins le gros œuvre de la station est déjà prévu pour l'accueil de rames de 52 m de long.
En 2016, elle a enregistré 1 019 765 validations, ce qui la situe à la 16e place des stations de la ligne A. Elle représente alors 2 % du trafic de la ligne.
La station est ponctuellement en chantier, entre 2017 et 2019, dans le cadre de la mise en service de rames de 52 m de long sur ligne A. La structure de la station étant des l'origine prévue pour cette desserte les travaux se sont limités à du second œuvre, comme la pose des portes palières, et la « mise en conformité du désenfumage ». Les rames, pouvant accueillir 320 passagers débutent leur service le 10 janvier 2020,.

## Services aux voyageurs

### Accès et accueil
La station est accessible depuis un escalier et un ascenseur, situé sur la place André-Abbal, à proximité de l'avenue Winston Churchill et du lac de Reynerie. La station est équipée de guichets automatiques, permettant l'achat de titres de transport.
Le niveau inférieur est équipé de  deux quais latéraux avec douze portes palières, permettant la réception des rames de 52 m de long à quatre voitures.

### Desserte
Comme sur le reste du métro toulousain, le premier départ des terminus est à 5 h 15, le dernier départ est à 0 h du dimanche au jeudi et à 3 h le vendredi et samedi.

Installations et desserte
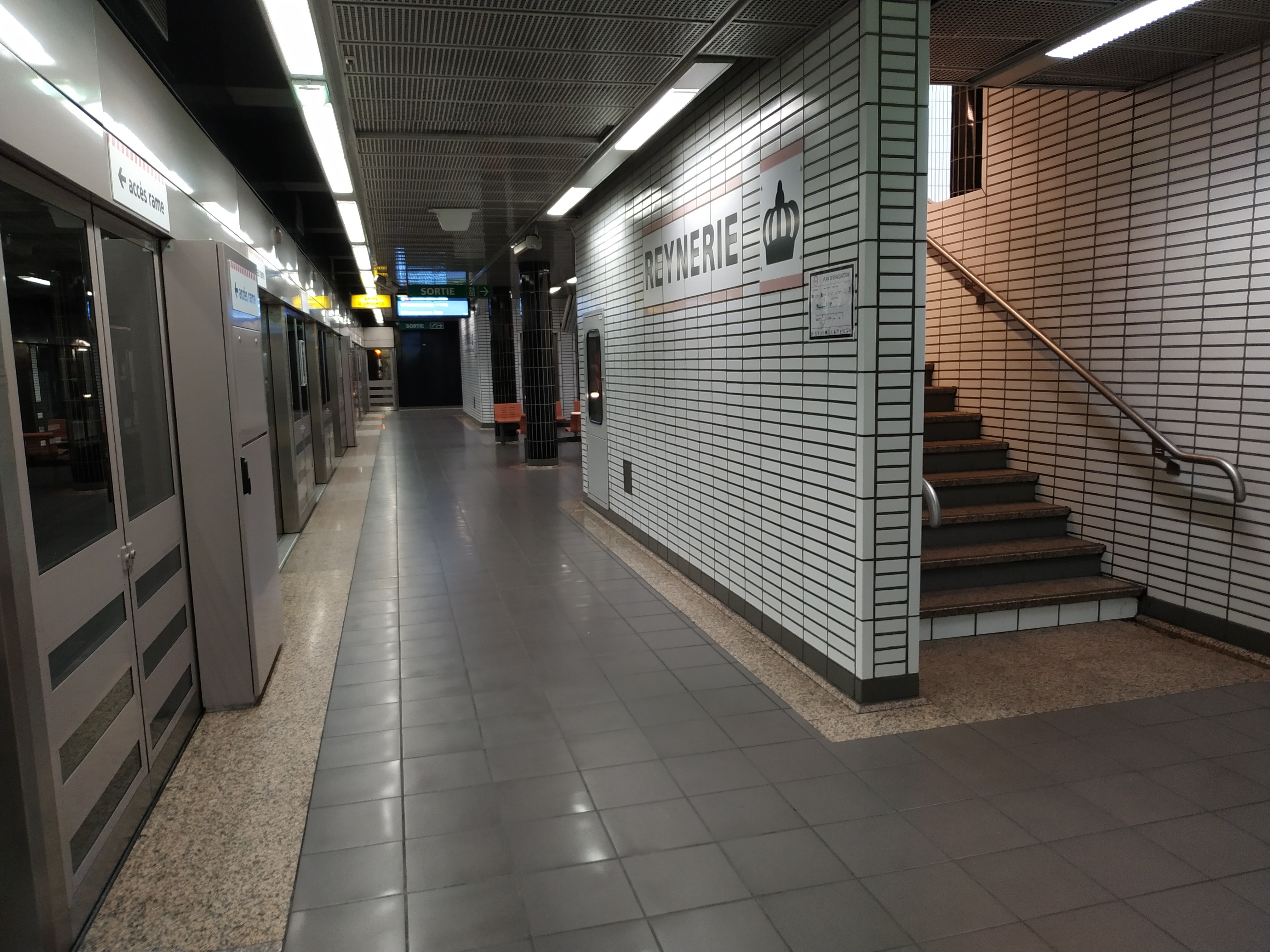
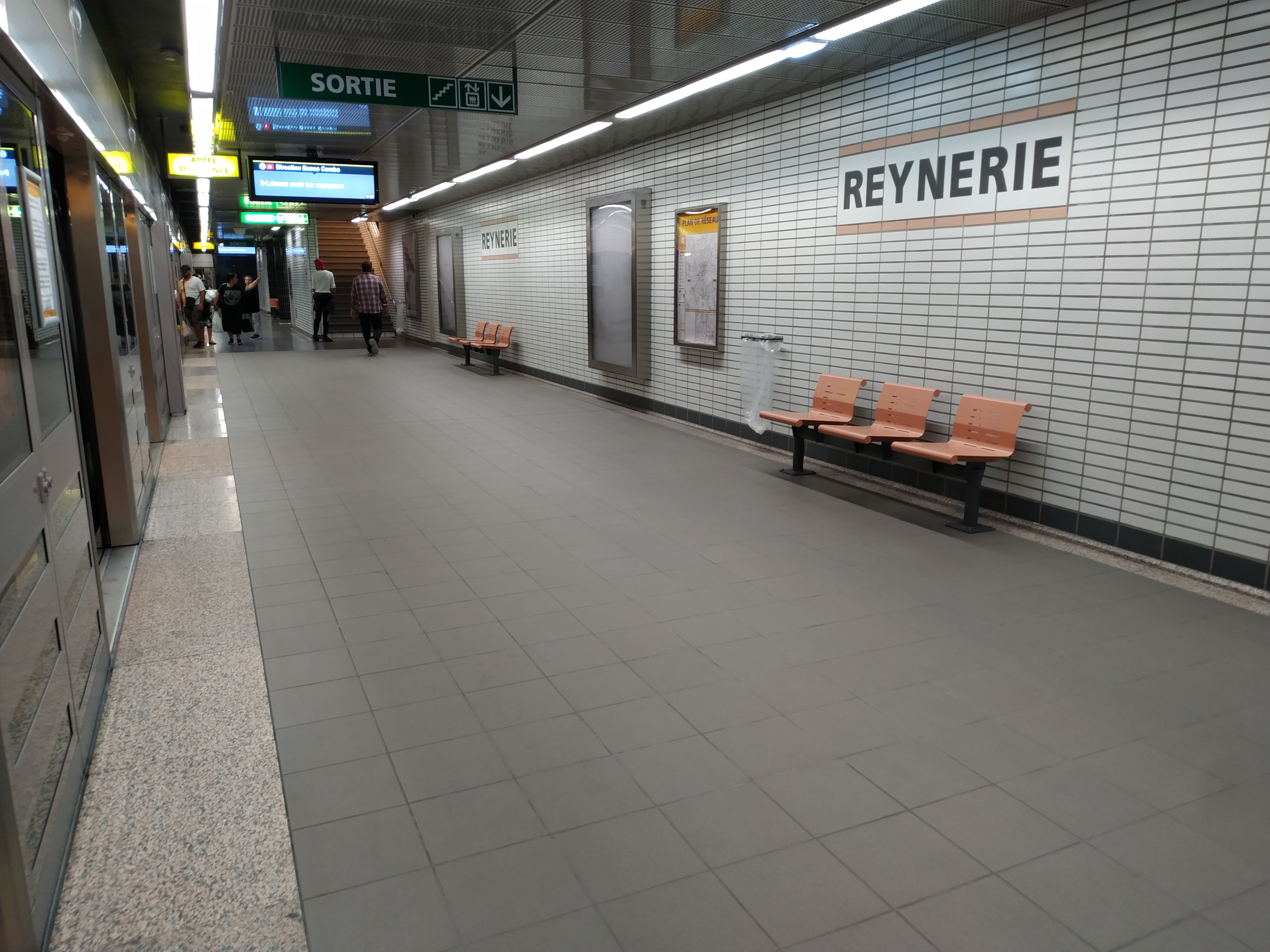
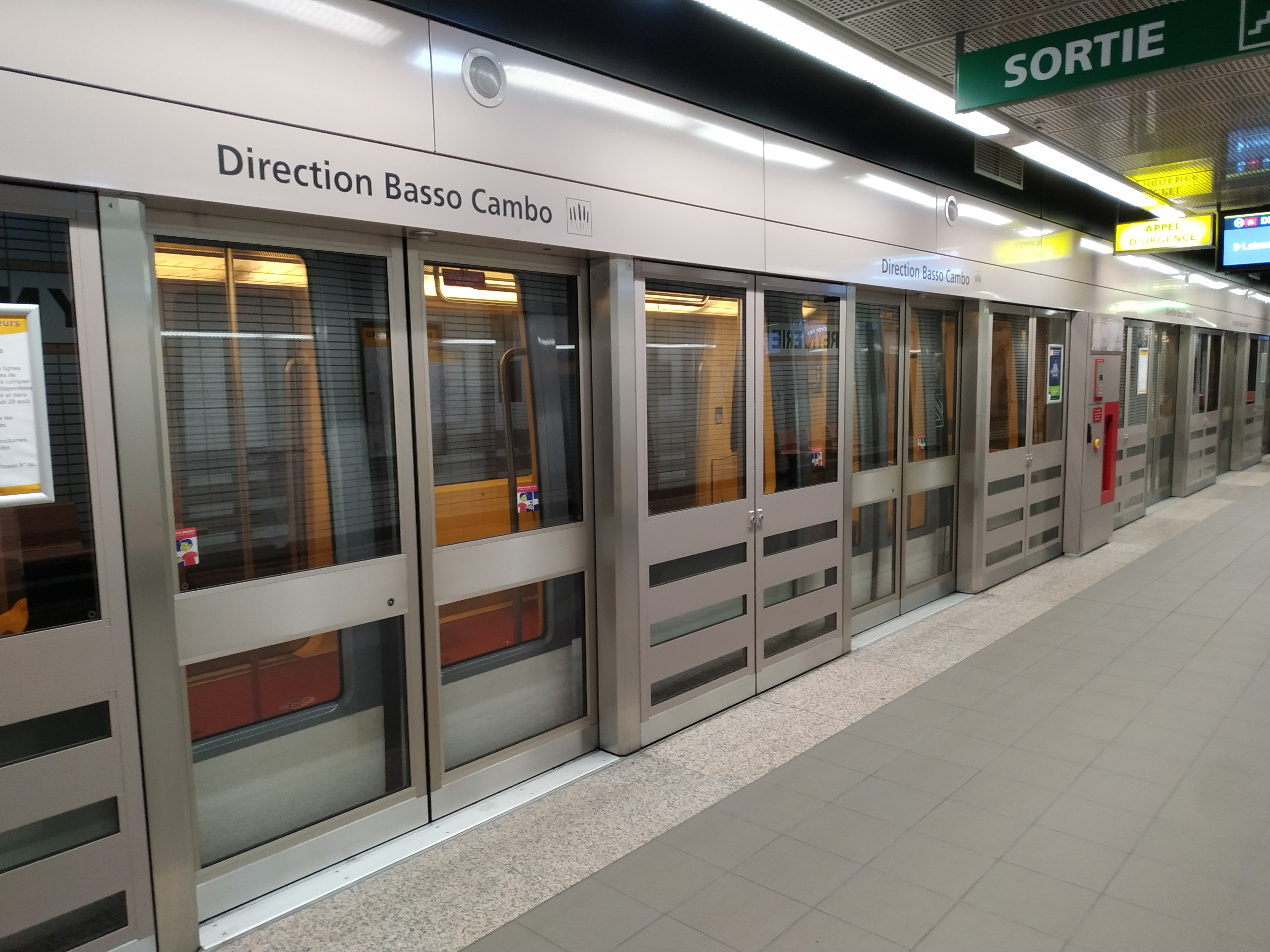

### Intermodalité
La station n'est en connexion avec aucune ligne du réseau de transports en commun de Toulouse, Tisséo. Cependant, la ligne 14 possède des arrêts à proximité de la station.

## L'art dans la station
L'œuvre d'art associée à la station se compose de puits de lumières et de grandes vis d'Archimède colorées maintenues sur des câbles entre le sol et le plafond. Cette œuvre a été réalisée par Takis,.

Œuvre de Takis
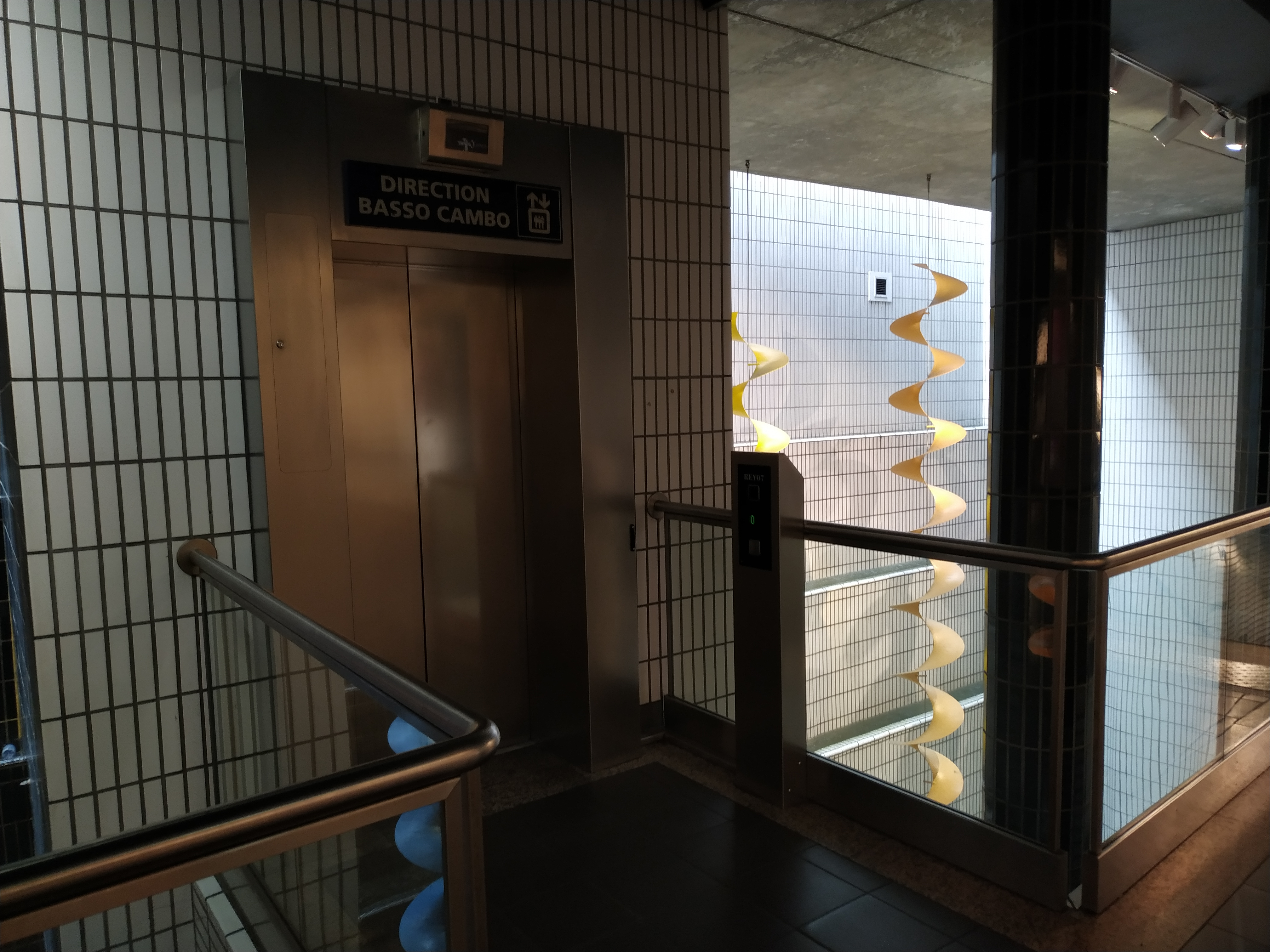
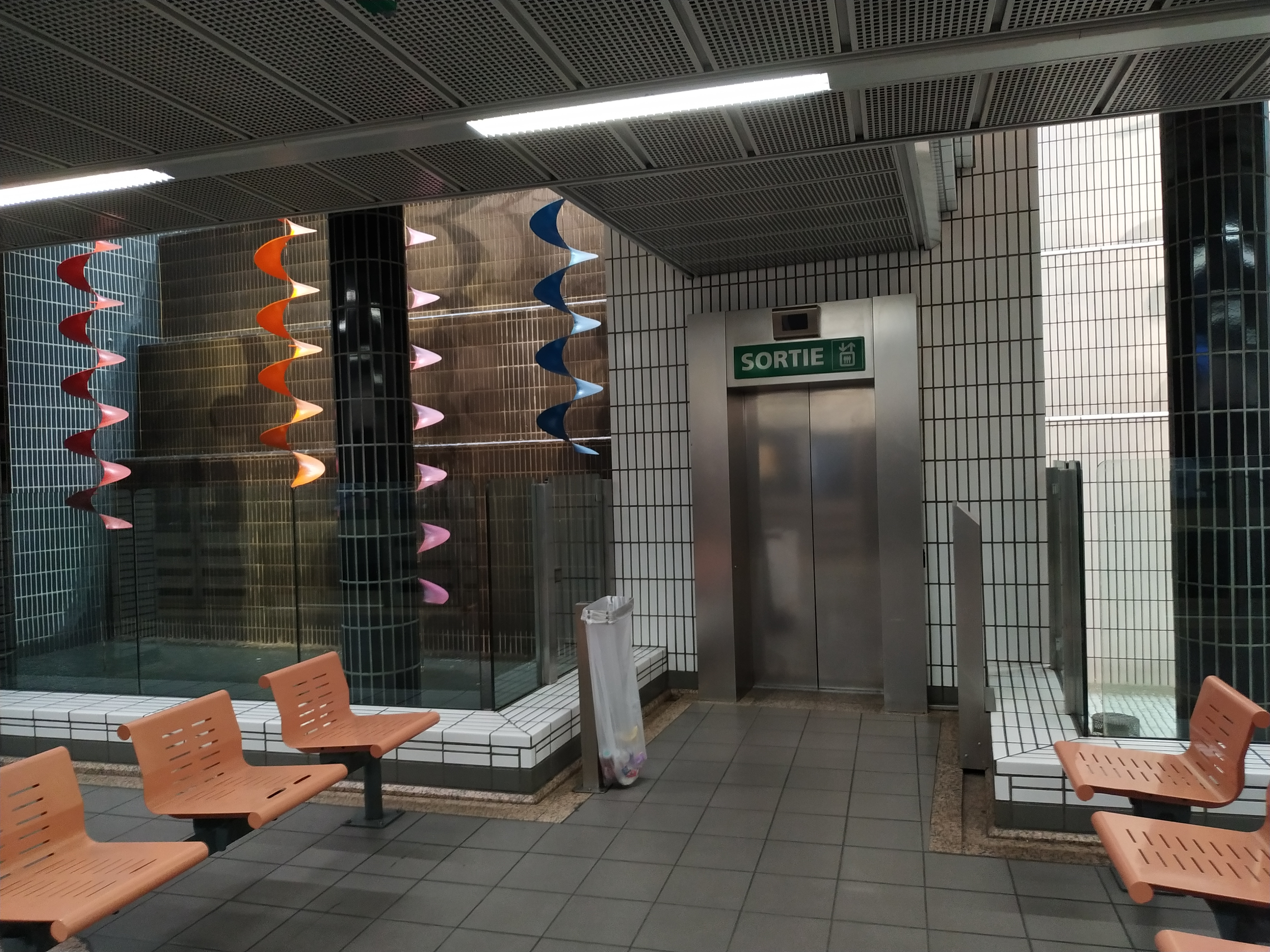
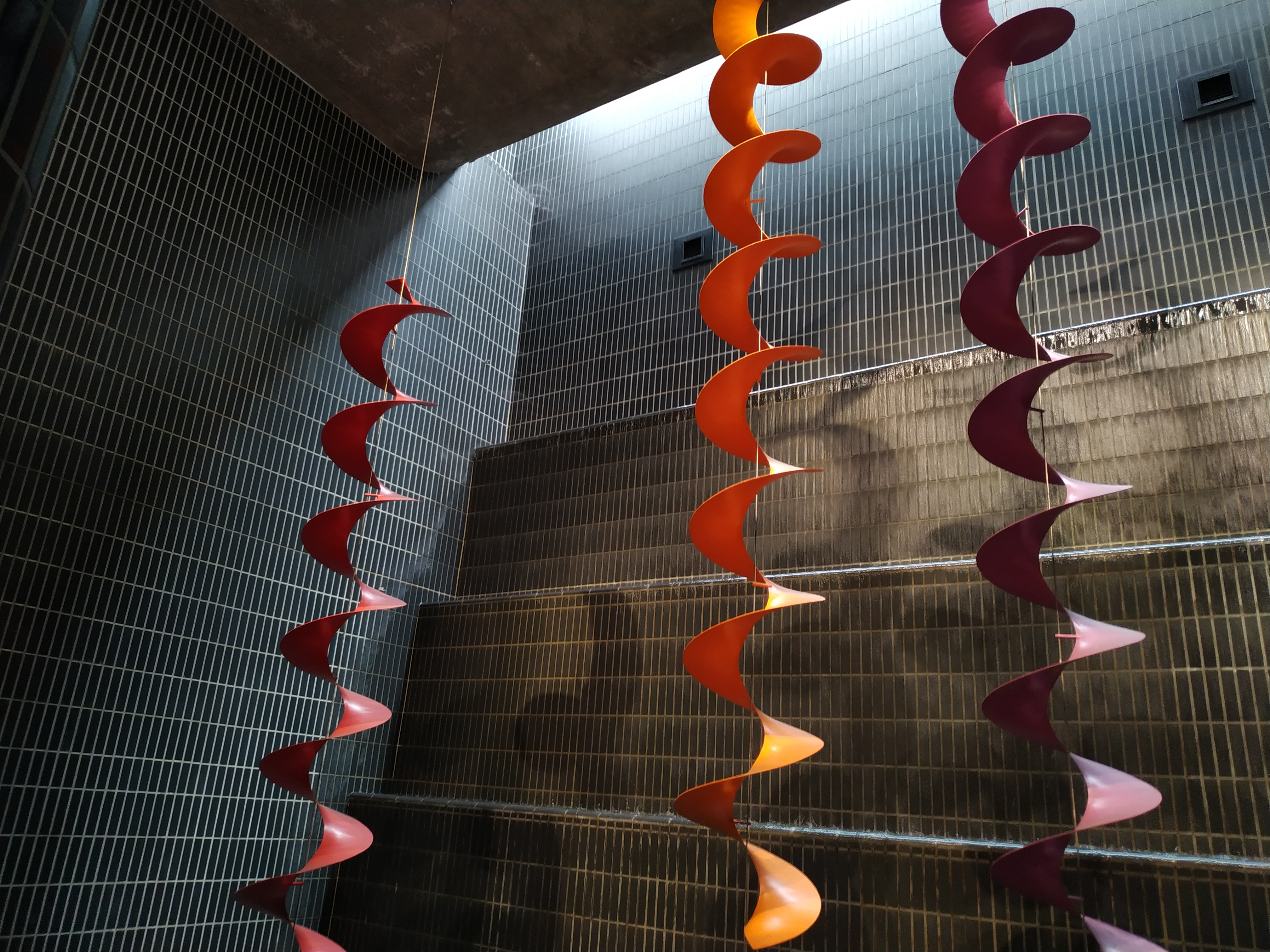

## À proximité
- Collège Raymond Badiou
- Caisse primaire d'assurance maladie de la Reynerie
- Centre Commercial de la Reynerie
- Château de la Reynerie
- Parc et lac de la Reynerie